# ヨハネス5世パレオロゴス

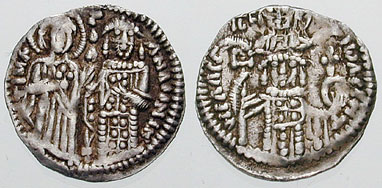
ヨハネス5世パレオロゴスが印された硬貨

ヨハネス5世パレオロゴス（Johannes V Palaiologos, ギリシャ語表記：Ιωάννης Ε' Παλαιολόγος, 中世ギリシャ語ではヨアニス5世、1332年6月18日 - 1391年2月16日）は、東ローマ帝国パレオロゴス朝の第7代皇帝（在位：1341年 - 1391年）。アンドロニコス3世の長男。在位年に関しては1376年から1379年までを完全に廃位されたものとして除外し、「1341年 - 1376年, 1379年 - 1391年」と二分して記載する事もある。
その治世は約半世紀に及んだが、その間に帝国はセルビアやオスマン帝国の攻撃や内乱で国力は疲弊し、最終的にはオスマン帝国の属国になるまでに零落した。

## 生涯
1341年、父が早世したため9歳で即位した。ところがそのために、国政の実権は皇太后アンナ（サヴォイア伯家出身）とコンスタンティノポリス総主教ヨハネス14世カレカスが握り、摂政政府を樹立した。摂政政府は父の重臣ヨハネス・カンタクゼノスと対立し、五年以上にもわたる泥沼の内乱に突入する。内乱は1347年にカンタクゼノスの勝利に終わり、彼は娘ヘレネーをヨハネス5世と結婚させて義父となった上で自ら皇帝として戴冠してヨハネス6世カンタクゼノスを名乗り実権を握った。しかも、ヨハネス5世はなお「熱心党」支配が終了したテッサロニキの行政職に残され、首都の政局から遠ざけられてしまう。彼の周囲にはなお反カンタクゼノス派の有力者や市民が集まり、次第に対立を深めていく。
ヨハネス5世は1352年、セルビア王ステファン・ウロシュ4世ドゥシャンと同盟を結んでヨハネス6世に宣戦するも、ヨハネス6世を支援したオスマン君主オルハンに敗北し一旦亡命を余儀なくされる。その後レスボス島のジェノヴァ人領主ガッティルシオ家の支援で帰国し、1354年末にヨハネス6世を隠退させて支配権を回復した。
しかし、1341年に始まったこの内乱期の間に、帝国はテッサロニキを除くマケドニア地方の大半、エピロス、テッサリアなどバルカン半島西部の主要な領土をセルビアに奪われて殆ど失ってしまった。またライバルであった義父ヨハネス6世を支援していたトルコ人がバルカンに上陸しそのまま定着を始めてしまった。1360年代の数年間に彼らはアドリアノープルをはじめとする首都の周辺地を全て支配下に収めてしまう。復位に成功したとはいえ、ヨハネス5世にこうした問題に対処し解決するだけの能力もなくまた手段も残されてはいなかった。その問題の解決を西欧勢力との同盟に求め積極的に外交活動を開始する。しかし実質的な成果は何ら得られないまま、1370年には同盟交渉に自ら赴いたヴェネツィアで負債返済に関する件で拘束されるという有様であった。
更に、ヨハネス5世は身内にも問題を抱えていた。長男のアンドロニコス4世は既に共同皇帝、そして後継者に指名されていたが、父を排除して自らが支配権を掌握するべく様々な陰謀を巡らした。1373年に起こした反乱は失敗に終わったものの、1376年のクーデターは成功を収め、ヨハネスは次男マヌエル2世と共に廃位・投獄された。ところが皮肉にも、彼の復位を助けたのは宿敵・オスマン帝国であった。スルタン・ムラト1世は彼の復位を援助する代わりに、属国となることを要求したのである。復位したヨハネス5世は、1381年にやむなくムラト1世に臣従し、東ローマ帝国はオスマン帝国の属国となった。しかもアンドロニコスはオスマン帝国の実質的保護下に首都近郊で勢力をなお維持し続け、1385年に彼が崩御した後もその息子（即ちヨハネス自身の孫）ヨハネス7世が簒奪の機会を窺っていた。1390年、ヨハネス7世はクーデターに成功して祖父を廃位したがこれはマヌエル2世の救援とオスマン帝国の支援によって反撃に成功し、復位した。以後はマヌエル2世との共同統治体制が敷かれた。
しかし、オスマン帝国側は今回も「救援の代償」を求めた。バヤズィト1世の要求は小アジア都市フィラデルフィアの割譲、首都コンスタンティノポリスに於けるカーディーの設置、コンスタンティノポリス城壁付属の要塞取り壊しなど多岐にわたる過酷なものであった。ヨハネスは為す術もなくこれらを呑み、心労が重なって翌1391年に崩御した。

## 評価
ヨハネス5世の治世及び人物評価は高くはない。彼の治世は帝国の縮小と凋落に重なっている事がその理由であるが、状況に於いて殆ど主導権を握れず、また有効な手段をとれなかったのも彼の評価を下げている。また、不遇の為晩年は万事に無気力となり、現実の問題から背を向けがちであったとする記録もある（「女で身を持ち崩し、放蕩に耽っていた」と酷評する歴史家もいるほどである）。帝位争いの苦境にあって彼を助け、最終的に帝位を継承した次男マヌエル2世との関係でさえ、万事良好とはいえなかった。ヨハネスは、政治力学上の問題からアンドロニコス4世に譲歩し、マヌエルに冷遇ともいえる扱いを取らざるを得なかった（アンドロニコスを後継者に据え、一旦マヌエルに与えた継承権を剥奪する結果となった）。マヌエルが首都を亡命者同然に出奔してテッサロニキに渡った1380年代の数年間は、親子という信頼関係に於いて、父の苦悩と息子の葛藤で彩られている。土壇場で両者の和解が成立した事は、今少し帝国の運命を引き延ばす事にはなったであろう。

## 家族
妻ヘレネー・カンタクゼネ（ヨハネス6世カンタクゼノスの皇女）の間に以下の子女があった。
- 長男：アンドロニコス4世（1348年 - 1385年） - 東ローマ皇帝（1376年 - 1379年）
- 長女：エイレーネー（1349年頃 - 1362年以降） - オスマン君主オルハンの息子ハリルの妻
- 次男：マヌエル2世（1350年 - 1425年） - 東ローマ皇帝（1391年 - 1425年）
- 三男：ミカエル（1351年? - 1376年） - トラキア・ザゴラ専制公
- 四男：テオドロス1世（1355年頃 - 1407年） - モレアス専制公

ミカエルについては非常に記録が少なく、政治的な役割はあまり大きくなかったと思われる。四男テオドロスは息子の中では唯一一貫して父に忠実で（帝位継承権から遠かったため対立する要素がなかった）、1382年にペロポネソス半島に派遣されて統治にあたった。この他にも非嫡出の子供が数人いたといわれる。